# تونگ یا-لینگ
تونگ یا-لینگ (Tung Ya-ling؛ متولد ۱۸ اکتبر ۱۹۷۱) یک تکواندوکار تایوانی است.
وی در مسابقات قهرمانی تکواندو جهان ۱۹۹۱ در آتن، با پیروزی بر آیزگل ارگین در بازی نهایی، یک مدال طلا در دسته پروزن (سبک‌وزن) به دست آورد. وی در مسابقات قهرمانی تکواندو جهان ۱۹۸۹ و ۱۹۹۳ نیز رقابت کرد.